# Borolia patrizzii
Borolia patrizzii là một loài bướm đêm trong họ Noctuidae.